# Kruste
Eine Kruste (latein crusta „Rinde“, althochdeutsch krusta) ist eine hart gewordene und oft stark strukturierte, äußere Schicht über etwas Weicherem.
So ist der Begriff crusta bei den Römern in der Bezeichnung für die oberste Schicht des Straßenbelags (summa crusta, „oberste Rinde“) ihrer ersten Straßen enthalten.
In der Medizin werden graduelle Veränderungen der Haut durch Krankheiten (insbesondere bei einer Läsion) auch als Krustenbildung bezeichnet, neben Schuppen-, Schorf- und Borkenbildung.
Knusprige Rinde von Brot wird auch als Kruste bezeichnet, entsprechende Brotsorten als Krustenbrot.
Verschiedene Lebensformen, darunter Flechten, können auch miteinander eine biologische Bodenkruste ausbilden.